# Vöröskantárú aprópapagáj
A vöröskantárú aprópapagáj (Touit dilectissimus), korábban vöröskantárú papagáj, a madarak osztályának papagájalakúak (Psittaciformes) rendjébe a papagájfélék (Psittacidae) családjába és az araformák (Arinae) alcsaládjába tartozó faj.

## Rendszerezése
A fajt Philip Lutley Sclater és Osbert Salvin írták le 1871-ben, az Urochroma nembe Urochroma dilectissima néven. Használták a Touit dilectissima nevet is. Egyes szervezetek még a jákópapagáj-formák (Psittacinae) alcsaládjába sorolják.

## Előfordulás
Panama, Ecuador, Kolumbia és Venezuela területén honos. Természetes élőhelyei a szubtrópusi vagy trópusi síkvidéki és hegyi esőerdők. Állandó, nem vonuló faj.

## Megjelenése
Átlagos testhossza 18 centiméter, testtömege 59-71 gramm.

## Természetvédelmi helyzete
Az elterjedési területe nagyon nagy, egyedszáma csökken, de még nem éri el a kritikus szintet. A Természetvédelmi Világszövetség Vörös listáján nem fenyegetett fajként szerepel.